# Маргарита (песня)
«Маргари́та» — песня, написанная композитором Юрием Чернавским на слова поэта Александра Маркевича в 1986 году. Первым исполнителем песни стал Сергей Минаев, в дальнейшем песня вошла в репертуар Валерия Леонтьева.
Редакция «Афиша Daily» в статье «Что такое постсоветский звук?» приводит песню в качестве яркого примера постсоветской поп-музыки (формально принадлежа ещё советской эпохе, по звуку и тематике композиция её отрицает) а также «прочтения ночи как времени волшебных приключений», ставшего одним из трендов постсоветской поп-музыки.

## История создания
Песня «Маргарита» была написана специально для готовившегося большого шоу — дискотеки Студии популярной музыки «Рекорд» в Лужниках, организованной в 1986 году Юрием Чернавским, в постановке Сергея Лисовского, первого директора СПМ «Рекорд». Это была первая в СССР дискотека на более чем 10 000 человек.

### Исполнение С. Минаева
Первая версия песни была записана в исполнении Сергея Минаева.
Чернавского с Минаевым за несколько дней до записи познакомил звукорежиссёр Владимир Ширкин, старый друг Юрия ещё по совместной работе в Государственном эстрадном оркестре Азербайджана под управлением Муслима Магомаева в 1970-х годах. Владимир и привёл композитора в дискотеку кинотеатра «Новороссийск» на улице Чернышевского, послушать молодого певца.
Запись была произведена в 1986 году в домашней студии Юрия Чернавского. Юрий привлёк к записи бэк-вокала несколько известных певцов, с которыми он в то время работал. Все были готовы помочь молодому исполнителю. Аранжировки были записаны Юрием в модном тогда европейском саунде. В тот же период Чернавский записал с Минаевым и другие песни — «Шаман» и «Принцесса дискотек». Впоследствии композитор вспоминал:
…Серёжа Минаев был на редкость талантливым, работоспособным и светлым, лёгким на подъём.

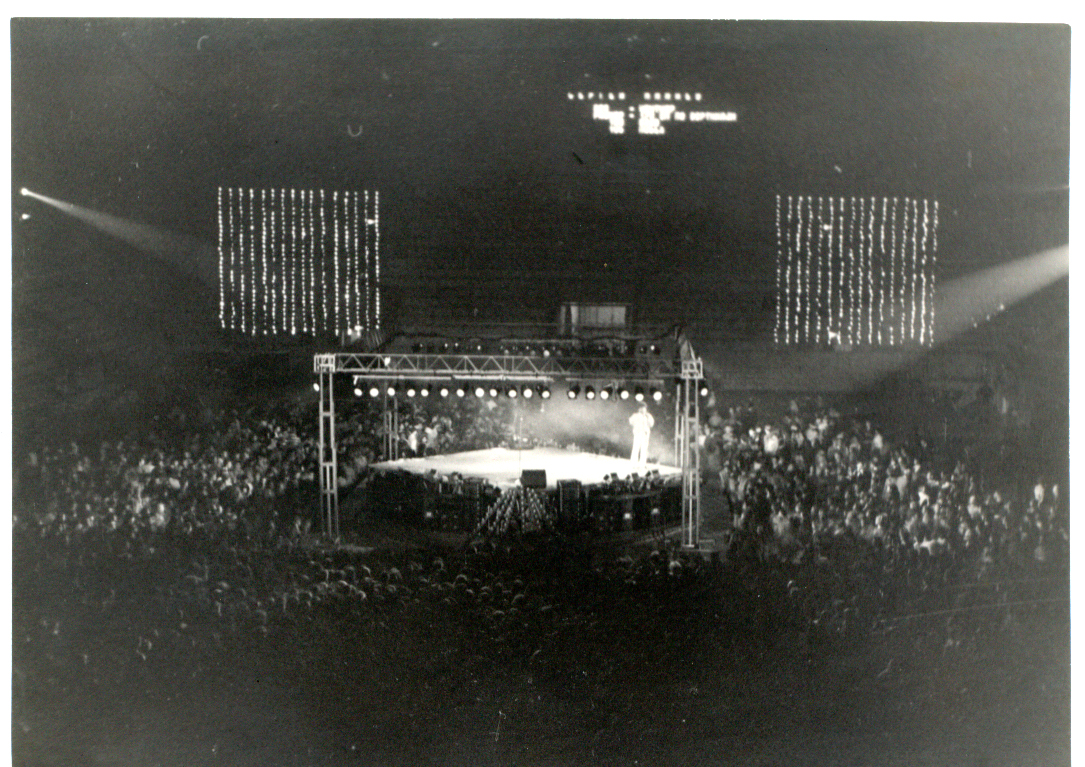
Первая в СССР дискотека на Малой спортивной арене «Лужников».
С. Минаев с песней «Маргарита». 1986 год.

Песня «Маргарита» сразу стала популярной в московских клубах, разлетелась по стране на «кассетных синглах» подпольного производства (такие «синглы» в 1970—1980-е годы продавались нарасхват в ларьках, на компакт-кассете, с маленьким кусочком плёнки на ней, и самодельной наклейкой с названием песни) или в виде дописки к другим магнитоальбомам:
Магнитоальбомы расходились по фанам уверенно и скоро, а сам Сергей продолжал работать в дискотеках, пока в 1987 году он не начал регулярно выступать с концертами от студии «Рекорд». В 1987 году всесоюзным хитом становится уже серьёзная песня — «Маргарита», которую для Сергея пишет руководитель студии композитор Юрий Чернавский.
В первую пластинку Минаева (выпущенную лишь в 1990 году) песни Чернавского, включая «Маргариту», не вошли, как не вошли они и в его последующие пластинки и CD, хотя и включались в магнитоальбомы. Позднее они считались утерянными. Впервые на CD «Маргарита» в исполнении Минаева была опубликована в 2002 году на альбоме «Назад в будущее». В 2006 году С. Минаевым был подготовлен ремикс на эту песню.

### Исполнение В. Леонтьева
В 1987 году, после того как С. Лисовский, при содействии Чернавского, организовал свою фирму «Рекорд», Минаев уже не сотрудничал с Юрием. В 1989 году Чернавский, так и не дождавшись выпуска песни на пластинках, продюсирует запись второй версии «Маргариты» — с Валерием Леонтьевым. Причём для готовившегося на фирме «Мелодия» альбома В. Леонтьева под названием «Грешный путь» была необходима фонограмма в совершенно другом стиле, которая и была записана на студии Леонтьева в СПМ «Рекорд».

#### Участники записи
Все партии бэк-вокала для второго варианта песни прописал Леонтьев, гитарные партии и соло были исполнены Геннадием Приваловым. Он же сделал аранжировку и исполнил все партии клавишных. Саксофон записал сам Чернавский.
Эта фонограмма уже была более чёткой и эмоциональной; вокал Леонтьева уходит то в шёпот, то в фальцет, сопереживая героине.

#### Дальнейшая судьба песни
Через месяц режиссёром Вадимом Коротковым и сорежиссёром и сценаристом Юрием Грымовым был снят видеоклип «Маргарита» (один из первых в стране), который с удовольствием крутили советские телеканалы. Роль Маргариты исполнила модель Ольга Аносова.
Песня лидировала в телевизионном конкурсе «Песня-89» и занимала высшие строчки хит-парадов СССР, была популярной композицией на дискотеках Союза, по сей день оставаясь «старым, проверенным временем хитом».
Валерий Леонтьев высоко оценивает свою работу с Юрием Чернавским над песней «Маргарита» и другими совместными проектами:

«Мы начали работать в конце 80-х, как раз перед тем, как он [Чернавский] уехал в Германию. Самый известный хит был „Маргарита“, а потом, когда он уже переехал из Германии в Лос-Анджелес, тогда я поехал к нему и мы записали альбом „По дороге в Голливуд“. А в этом году я записал с ним новый альбом „Санта-Барбара“…
Да, я думаю, это мой автор…

…Oтношения с авторами складываются очень, очень по-разному. Вот, например, Юра Чернавский диктатор, диктатор бесспорный такой, и я подчиняюсь этому диктату с ясным пониманием происходящего, и я знаю, то чего он требует от меня, это наверняка будет хорошо. Я просто ему безгранично верю. В этой ситуации он диктатор, а я покорный исполнитель его воли».— В. Леонтьев на радио «Эхо Москвы», 1 сентября 1999 года

«Маргарита».
Валерий Леонтьев (2008)

В 2007 году, когда Чернавский уже 15 лет как работал в Лос-Анджелесе, Леонтьев обновил аранжировку «Маргариты». Он постоянно исполняет её в своих многочисленных шоу.
Летом 2009 года было объявлено о планах совместной записи знаменитой французской певицы Патрисии Каас с Валерием Леонтьевым. Для дуэтной песни Валерий предложил «Маргариту».
Существует несколько версий «Маргариты» в исполнении Леонтьева, которые опубликованы в интернете; их можно послушать и сравнить.
Композиция была включена в следующие студийные альбомы В. Леонтьева:
- «Грешный путь» (LP, «Мелодия», 1990)[25].
- «Там, в сентябре. The best of Leontiev» (CD, «Solo Florentin Music», 1995)[26].
- «Годы странствий» (микс-альбом, CD, «Monolit Records», 2009)[27].

В 2022 году в музыкальной программе «Ciao, 2021!» была представлена версия на итальянском «Margherita».

## Другие исполнители
В 2006 году DJ Smash сделал ремейк песни В. Леонтьева «Маргарита» в стиле евродэнс, молодёжь восприняла эту версию как новый трек. Дэнс-версия «Маргариты» продолжает пользоваться большой популярностью в клубах и танцполах. Песня стала своеобразным объектом «коллективного творчества»:

"Было не просто договориться с Валерием Леонтьевым насчёт «Маргариты», но всё равно всё удалось сделать, за исключением видеоклипа, к сожалению. Однажды в Куршевеле кто-то заказал диджею песенку, но почему-то ему не хотелось её играть. Я подошёл к нему и попросил её оставить для меня. Он сказал: «Первый трек — так себе, а вот второй — „Маргарита“, знаешь такую, классная вещь!!!». Тут ему кто-то говорит: «Перед тобой её автор стоит и с тобой разговаривает». Вот такая история".— DJ Smash, в интервью радио «Юность»
Наряду с DJ Smash, на песню «Маргарита» делался ряд других дэнс-ремейков для радио и дискотек.

## «Маргарита» и Булгаков
Песня явно намекает на героев романа Михаила Булгакова «Мастер и Маргарита»:
 Опять одна, ты опять одна,

 Ты ждёшь звонка, дрожа слегка.

 Твой телефон смотрит сладкий сон,

 А ты одна, совсем одна.

 И ты глядишь по ночам в окно,

 А ночью так за окном темно.

 Ты устала, устала ждать,

 А ведь когда-то умела летать.

 Маргарита — Маргарита, ведь ты не забыла?

 Маргарита — ты же помнишь, как всё это было.

 Маргарита — окно открыто, ведь ты не забыла?

 Маргарита — ты же помнишь, как всё это было.

 
Однако этот намёк был понятен далеко не всем, поскольку первое полное издание романа «Мастера и Маргарита» в СССР вышло только в 1989 году. Единственное издание, существовавшее тогда в СССР, был вариант 1973 года, опубликованный издательством «Художественная литература» под редакцией Анны Саакянц. Однако тот вариант сильно отличался от последней правки романа, сделанной Булгаковым при участии его жены, и был сокращён советской цензурой.